# نعناع دلماطي
نعناع دلماطي (الاسم العلمي:Mentha dalmatica) هو نوع هجين من النباتات يتبع جنس النعناع من الفصيلة الشفوية.